# União Recreativa dos Trabalhadores
L'União Recreativa dos Trabalhadores, noto anche semplicemente come URT, è una società calcistica brasiliana con sede nella città di Patos de Minas, nello stato del Minas Gerais.

## Storia
Il club è stato fondato il 9 luglio 1939. Ha vinto la Taça Minas Gerais nel 1999, dopo aver battuto il Democrata-GV in finale, e nel 2000, dopo aver sconfitto l'Ipatinga in finale. L'URT ha partecipato alla Coppa del Brasile nel 2000, dove è stato eliminato al primo turno dal Fluminense, nel 2001, dove è stato eliminato al primo turno dal Mixto, e nel 2006, dove è stato eliminato al primo turno dal Londrina.
Nel 2021 è stato finalista del Troféu Inconfidência.

## Palmarès

### Competizioni statali
- Campeonato Mineiro Módulo II: 1

2013
- Taça Minas Gerais: 2

1999, 2000